# Spie fra le eliche
Spie fra le eliche è un film italiano del 1943 diretto da Ignazio Ferronetti

## Produzione
Prodotto da Giovanni Addessi, il film fu girato negli studi della Pisorno a Tirrenia nell'estate del 1942 per uscire sugli schermi nella primavera del 1943.